# Titularbistum Tzernicus
Tzernicus (ital.: Zernico) ist ein Titularbistum der römisch-katholischen Kirche. 
Es geht zurück auf ein früheres Bistum der antiken Stadt Cerminic, (vgl. Çermenika-Region bei Librazhd) in Albanien. Das Bistum gehörte der Kirchenprovinz Achrida an.
| Titularbischöfe von Tzernicus |                     |                                                               |                 |                   |
| Nr.                           | Name                | Amt                                                           | von             | bis               |
| 1                             | Michael Rusnak CSsR | Weihbischof in Saints Cyril and Methodius of Toronto (Kanada) | 25. August 1964 | 13. Oktober 1980  |
| 2                             | Jožef Smej          | Weihbischof in Maribor (Slowenien)                            | 15. April 1983  | 22. November 2020 |